# Набэсима Наото
Набэсима Наото (яп. 鍋島 直柔 Набэсима Наото:, 12 ноября 1858 — 7 февраля 1910) — японский государственный деятель, член Палаты пэров Японии (1895—1910), виконт (с 1884).

## Биография
Восьмой сын Набэсимы Наомасы, 11-го даймё Саги. Мать, наложница Мурамацу Сэнко, дочь Мурамацу Норикина. Его детское имя — Наомару (尚丸). В 1868 году его усыновил Набэсима Наотада, 9-й даймё Хасуноикэ.
В 1871 году Наото стал следующим главой семьи в связи с уходом на покой Наотады. Обучался в Кэйо гидзюку (будущий Университет Кэйо). В феврале 1873 года правительство Мэйдзи разрешило ему уехать в Англию вместе с братьями Наохиро и Наоторой для обучения. 8 июля 1884 года ему был присвоен титул виконта (сисяку).
Во время Японо-китайской войны 1894—1895 годов Наото пожертвовал средства армии. 11 сентября 1895 года Набэсима Наото стал членом Палаты пэров и оставался на этом посту до своей смерти.

## Семья
Жена, Набэсима Тэруко (1857—1922), дочь Набэсимы Наотады, 9-й даймё Хасуноикэ.
Дети:
- Набэсима Наокадзу (1884—1943), старший сын
- Хотта Масацунэ (1887—1951), второй сын
- Норико (1892—1919), замужем за двоюродным братом Набэсимой Сададзиро
- Хамуро Наоми (1895—1971), третий сын
- Фумико, жена легкоатлета Мисимы Яхико